# Gyógyfürdő

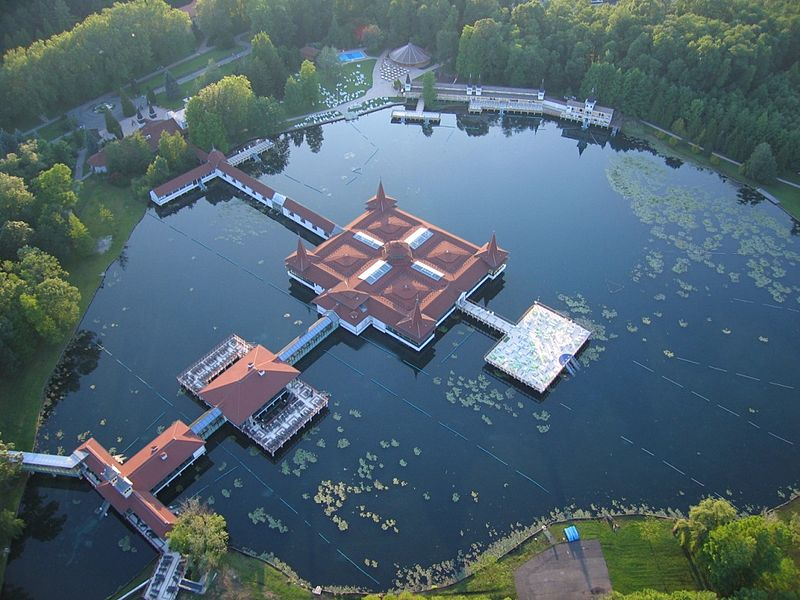
Hévíz, gyógytó

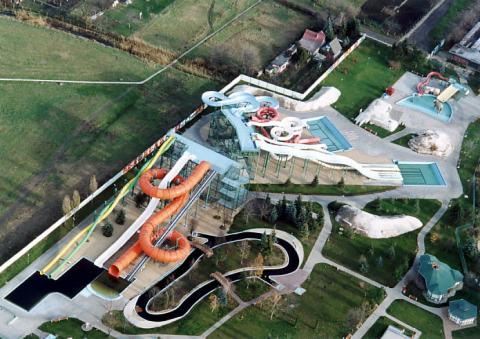
Hajdúszoboszló

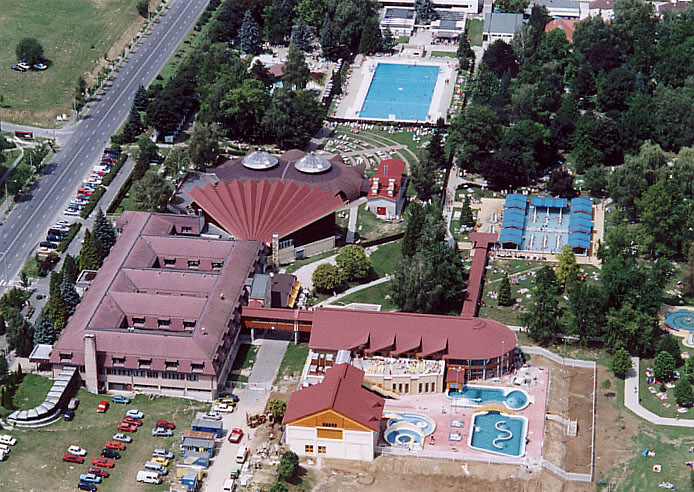
Zalakaros

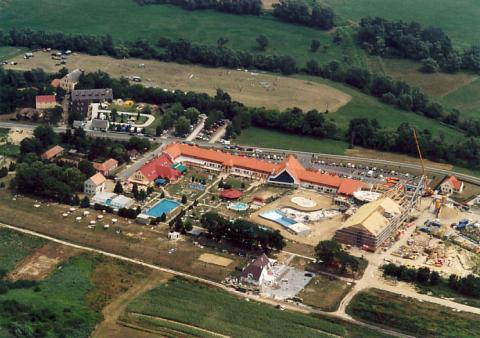
Kehida Termál

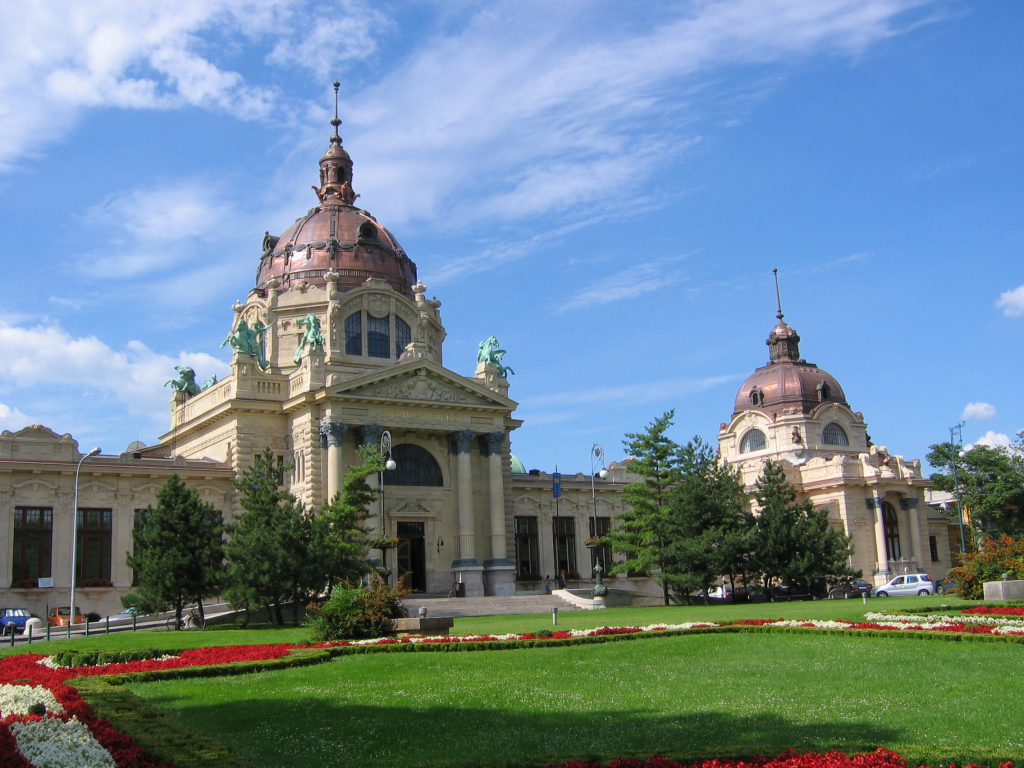
A Széchenyi Gyógyfürdő főbejárata

A gyógyfürdő olyan gyógyintézmény, amely gyógyvíz, gyógyiszap vagy egyéb természetes gyógytényező (például gázelőfordulás) felhasználásával balneoterápiás fürdőkezelést nyújt. A gyógyfürdők széles körű fizikoterápiás ellátást is biztosíthatnak, amelybe a fürdőkezelés mellett az elismert ásványvíz, termálvíz, illetve melegített közműhálózati víz felhasználásával végzett kezelések és egyéb fizikai gyógymódok alkalmazása is beletartozik.
Gyógyfürdőket általában természetes vagy mesterségesen fúrt hőforrások vagy ásványvizes források mellett létesítenek. A gyógyfürdőhöz igen gyakran uszoda és gőzfürdő, néha strand és szálloda is tartozik, ahol nemcsak a betegek, hanem mindenki élvezheti a gyógyvíz jótékony hatását.
A gyógyfürdőkkel a balneológia (gyógyfürdőtan) tudománya foglalkozik. A gyógyfürdőhely olyan település, ahol gyógyfürdő található.

## A víz gyógyító hatása
Mivel az ember levegőkörnyezetben él, a vízbe merülő emberi testre olyan szokatlan erők hatnak, amelyek azt nagy mértékben befolyásolják. A közönséges vízben fürdőző szervezetére a víz fizikai tulajdonságai (súlya, hőmérséklete, felhajtóereje) hat. Ezeket a tulajdonságokat használja a vízgyógyászat a beteg szervezet kezelésére. Főleg a közönséges vízzel történő kezeléseket a nagyobb vagy kívánt hatásfok elérése érdekében ásványi anyagok, mint a fürdősók, gyógyszerek, és nem utolsósorban gyógynövények vagy ezek kivonata (tinktúra), keveréke (mixtúra) hozzáadásával egészítik ki.
A gyógyvizekben oldott állapotban található kémiai anyagok fokozzák a fürdő gyógyító hatását. Egyes anyagok a bőrt izgatják vagy a bőrön át felszívódnak, a bennük elnyelt gázok egyrészt ingerlik a bőrt, másrészt felszívódnak, vagy belélegezve a légutakon keresztül hatnak a szervezetre. Az ilyen kémiai hatások erősítik a szervezet immunrendszerét.

## Gyógyfürdőben történő kezelések
A gyógyfürdőkben alkalmazott leggyakoribb fizikoterápiás kezelések a következők:
- Hidroterápia (vízben történő kezelés)
- Balneoterápia (gyógyvíz-terápia)
- Mechanoterápia (mozgásterápia, masszázs)
- Elektroterápia (elektromos ingerlés)
- Fototerápia (fényterápia)

### Általános szabályok
Orvosi feladat annak a meghatározása, hogy a beteg számára mely gyógyfürdőkúra előnyös, hatásos. Orvos írja elő a gyógyfürdő alkalmazásának minden feltételét (hőfokát, időtartamát, gyakoriságát, a fürdők számát, módját stb.), csupán az orvosi utasítások betartásával várható pozitív eredmény.
A gyógyfürdőkúrát állandó orvosi felügyelet mellett végzik, már a beutalást végző orvos figyelembe vesz néhány alapvető szabályt, mert nem minden beteg alkalmas a gyógyfürdői kezelésre:
- Szervi szívbaj esetén a meleg fürdő káros is lehet.
- Reumás beteg nem részesülhet gyógyfürdőkezelésben, ha gyulladásos tünetek állnak fenn, ha ízületei gyulladtak, vagy hőemelkedése van.
- Tilos a gyógyfürdő kezelés tüdőtuberkulózis, idült vesegyulladás, magas vérnyomás, súlyos vérszegénység, az erek betegségei, vagy vesezsugorodás, illetve legyengült állapot esetében is.
- Nőknek nem szabad fürdeni a menzesz, vagy terhesség ideje alatt.
- Daganatos betegség esetén,
- Bármilyen, heveny lázzal járó betegség (influenza, nátha, mandulagyulladás, gyomor-, és bélhurut) átmeneti szüneteltetést tesz indokolttá.

Egyéb, az orvos által nem ellenőrzött szabályok betartását is figyelembe kell venni:
- Fürdésre a legalkalmasabbak a reggeli és a délelőtti órák.
- Ha mégis a délutáni órákban van erre lehetőség, akkor az ebéd elfogyasztása után két óra elteltével fürödjön a beteg.
- Meleg fürdő után ne távozzon a beteg felhevült testtel, hanem fokozatosan hűljön le, egyébként is javasolt, hogy a fürdőt pihenés kövesse.
- A fokozódó fájdalmait feltétlenül jeleznie kell orvosának, mert a kúra kezdetén úgynevezett fürdőreakció következhet be, amely néhány nap alatt megszűnik, de a kúra módosítását (időtartam, gyakoriság), illetve a kúra befejezését is jelentheti.
- Ha az orvos masszázst rendelt, azt minden esetben a fürdő után vegyük igénybe.
- Ha az orvosi tanács ellenére túlzottan sok fürdőt vesz a beteg, a szervezete kimerül és bekövetkezhet a "fürdőfáradtság", ami a kúra folytatását hatástalanná, vagy károssá is teheti.

## Híres gyógyfürdők

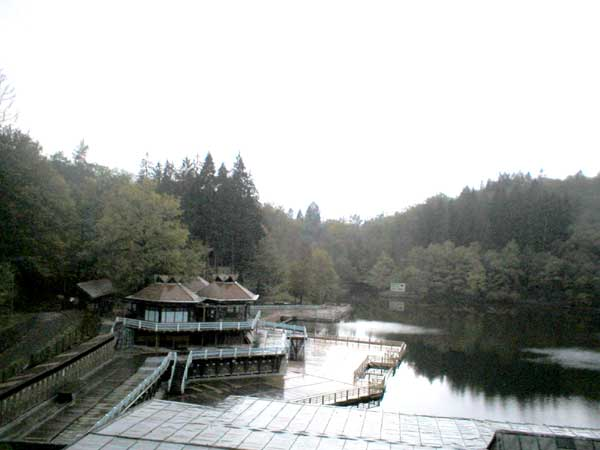
Szováta, Medve-tó

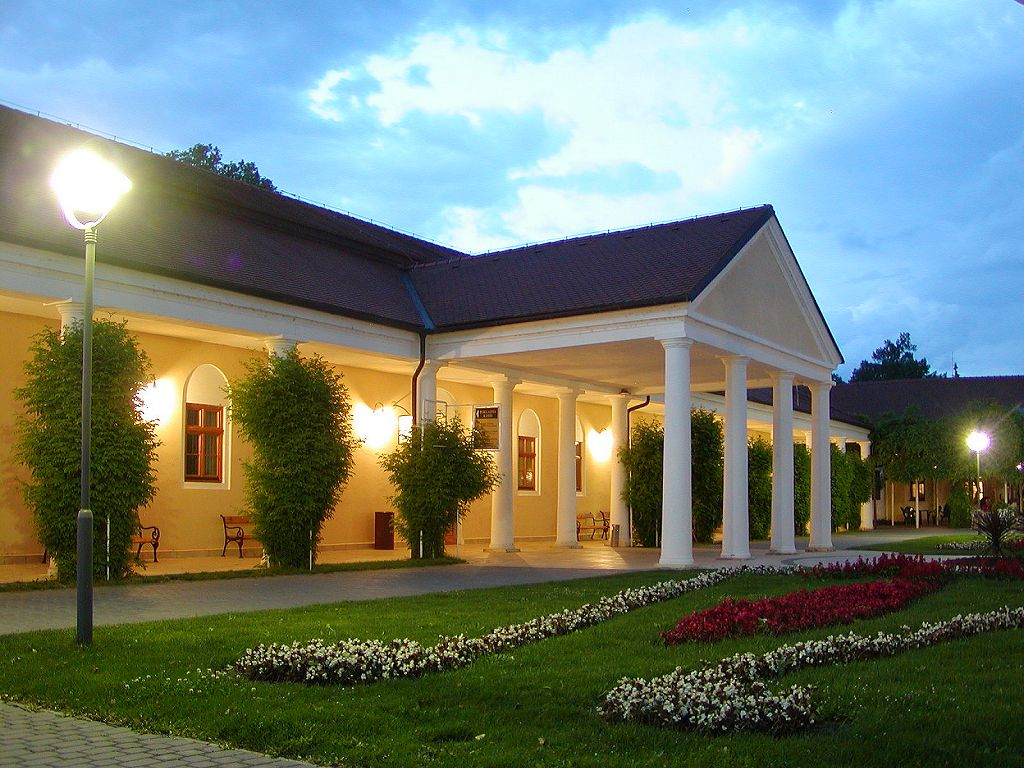
Pöstyén, Napóleon-fürdő

### Európa gyógyfürdői
Európa híresebb gyógyfürdői között szerepelnek:
- Csehország: Karlovy Vary (Karlsbad), Luhačovice, Mariánské Lázně (Marienbad), Frantiskovy Lázně (Franzensbad)
- Monaco: SPA – Monte-Carlo
- Nagy-Britannia: Bath
- Franciaország: Évian
- Belgium: Spa
- Ausztria: Bad Aussee, Bad Gastein, Bad Vöslau, Bad Blumau, Bad Ischl.
- Bulgária: Bankja (Ljuljin-hegység), Dolna Banja (Rila-hegység), Sapareva Banja (Pirin-hegység), Szandanszki (Rodope-hegység), Devin (Rodope-hegység), Pavel Banja a Tundzsa völgyében.

### A Kárpát – medence gyógyfürdői
A Kárpát-medence híres gyógyfürdői:
- Románia: Herkulesfürdő (Băile Herculane), Tusnádfürdő (Băile Tuşnad), Szováta
- Szlovákia: Bajmóc (Bojnice), Bártfa (Bardejov), Gyűgy (Dudince), Lucski (Lúčky), Ótátrafüred (Starý Smokovec), Pöstyén (Piešťany), Rajecfürdő (Rajecké Teplice), Trencsénteplic (Trenčianske Teplice)
- Horvátország: Daruvár (Daruvar)
- Szlovénia: Terme Lendava, Terme Zreče, Terme Ptuj, Terme Moravske Toplice

### Magyarország gyógyfürdői

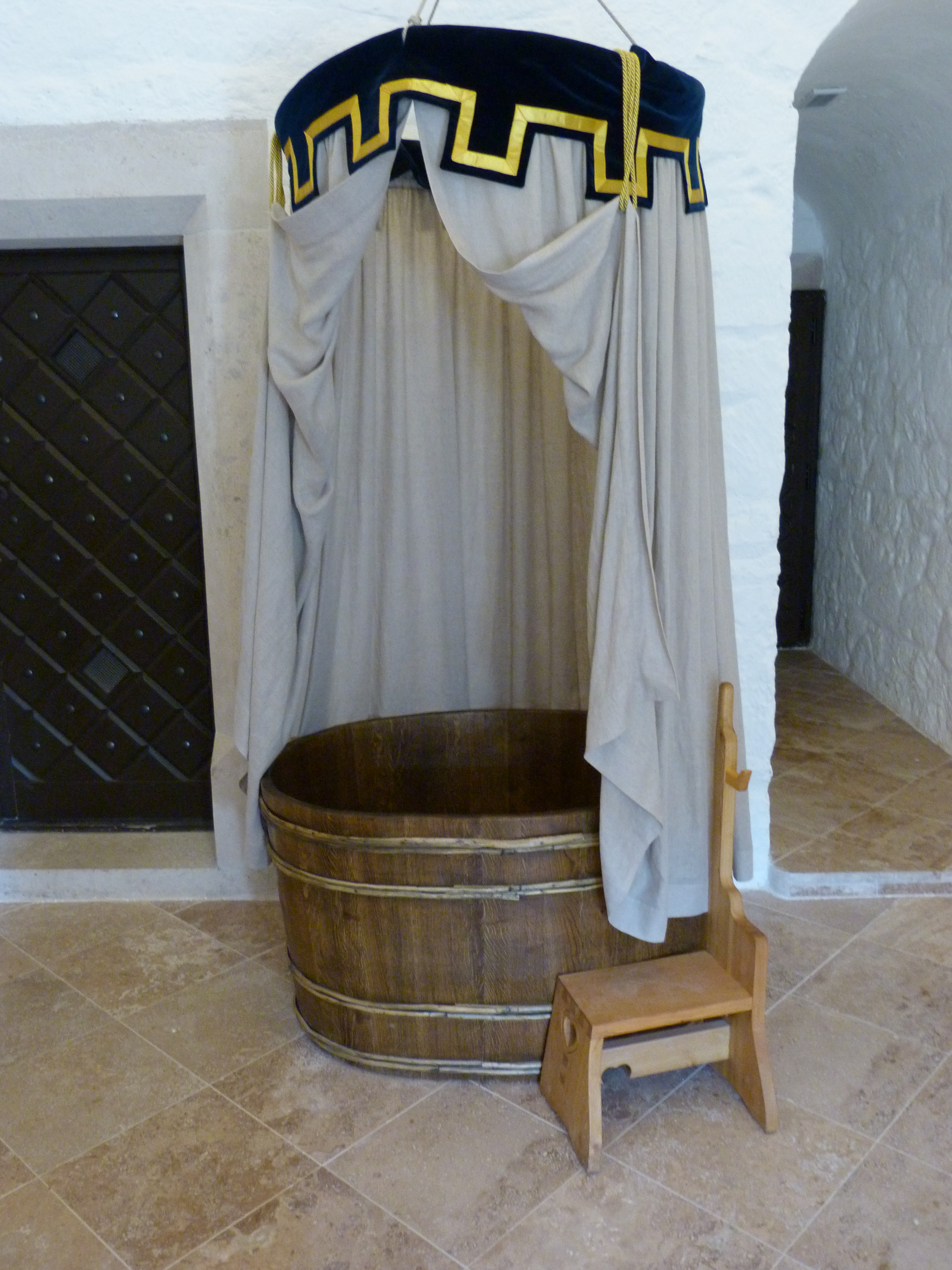
Fürdőkád – 14. század

Magyarországon az egészségügyről szóló 1997. évi CLIV. törvény 247. §-a (2) bekezdésének x) pontja alapján az Országos Gyógyhelyi és Gyógyfürdőügyi Főigazgatóság (OGYFI) engedélyezi természetes gyógytényező felhasználásával folytatandó gyógyító vagy rehabilitációs tevékenységet végző intézmény gyógyászati jellegére utaló gyógyfürdő megnevezés használatát.
Magyarországon a következő településeken található gyógyfürdő:
| - Agárd - Balf - Barcs - Békéscsaba - Budapest gyógyfürdői - Berekfürdő - Bogács - Bük - Bükkszék - Cegléd - Cserkeszőlő - Csokonyavisonta - Csongrád | - Debrecen - Dombóvár - Eger - Egerszalók - Füzesgyarmat - Gyomaendrőd - Győr - Gyula - Hajdúböszörmény - Hajdúnánás - Hajdúszoboszló - Harkány - Hegykő - Hévíz | - Igal - Kaposvár - Kehidakustány - Kiskunfélegyháza - Kiskunmajsa - Komárom - Lenti - Makó - Mezőkövesd - Mezőtúr - Miskolctapolca - Mórahalom - Mosonmagyaróvár - Nyíregyháza | - Orosháza – Gyopárosfürdő - Pápa - Parádfürdő - Sárvár - Szeged - Szentes - Szigetvár - Tamási - Tiszakécske - Tiszaújváros - Túrkeve - Zalakaros |

## Lásd még
- Balneológia, Fizikoterápia, Hévíz, Gyógyvíz, Kút, Terápia, Therma, Termálfürdő, Magyar Fürdővárosok Országos Szövetsége, Magyarország gyógyfürdői, Budapest gyógyfürdői, mofetta, gyógybarlang, gyógyiszap, ivókúra

## Külső hivatkozások

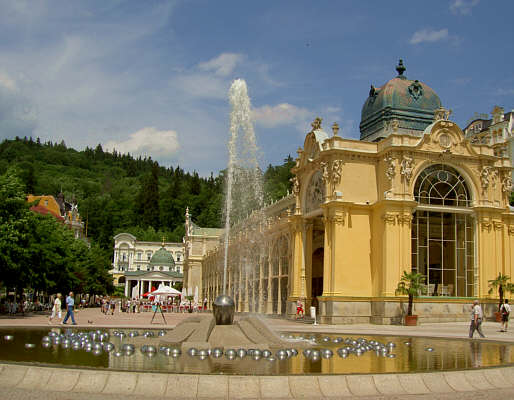
Marianské Lázné

Gyógyfürdők, termálfürdők: 
- ÁNTSZ – Országos Gyógyhelyi és Gyógyfürdőügyi Főigazgatóság
- Az ANTSZ által hivatalosan nyilvántartott magyarországi gyógyhelyek megyénkénti nyilvántartása
- Wikitravel – Magyarország gyógyfürdői
- Wellness.itthon.hu – Magyarország gyógyfürdői (magyar, angol, német)
- Spa.hu – Gyógyfürdők, wellness szállodák
- Hungarowellness.hu – Gyógyfürdők, termálfürdők, fürdők

Gyógyturizmus: 
- Az egészségturizmus marketingkoncepciója
- Gyógyturizmus|Google Csoportok

Linkgyűjtemények: 
- Gyógyturizmus.lap.hu
- Gyógyvíz.lap.hu
- Spa.lap.hu
- Harkány.lap.hu